# Cicindela velutinigrens
Cicindela velutinigrens är en skalbaggsart som först beskrevs av W. N. Johnson 1992.  Cicindela velutinigrens ingår i släktet Cicindela och familjen jordlöpare. Inga underarter finns listade i Catalogue of Life.